# Igmesin
Igmesin (JO-1,784) je agonist sigma receptora. On ima neuroprotektivno i antidepresivno dejstvo u studijama na životinjama,, kao i nootropske efekte u modelima gubljenja kognitivnih sposobnosti usled starenja. On se dobro pokazao u kliničkim ispitivanja faze I, ali njegov razvoj nije nastavljen.

## Sinteza
Posebno vredan pomena je Kurtiusov rearanžman, gde se kiseli azid sponatano rearanžira u izocijanatnu funkcionalnu grupu nakon zagrevanja u aprotičnom rastvaraču.